# Ernesto Fogola
Ernesto Fogola (Montereggio di Mulazzo, 14 giugno 1891 – Hudajužna, 24 agosto 1917) è stato un aviatore italiano.

## Biografia
Nacque a Montereggio di Mulazzo il 14 giugno 1891 in una famiglia di librai. Quando aveva sei anni la sua famiglia si stabilì ad Ancona, dove egli conseguì il diploma di ragioneria.
Partecipò al primo conflitto mondiale combattendo con il grado di Tenente nell'arma di fanteria sul Carso, dove si guadagnò una prima Medaglia d'argento al valor militare.  Appassionatosi all'aviazione, transitò nel Corpo aeronautico militare, e dopo aver eseguito il necessario addestramento, nel novembre 1916 iniziò i voli in zona di operazioni con il grado di tenente e la qualifica di osservatore nelle squadriglie da bombardamento, raggiungendo il grado di Capitano nell'aprile dello stesso anno.
Il 1º gennaio 1917 è nella 36ª Squadriglia.
Nell'agosto 1917, assieme all'equipaggio del suo Caproni Ca.33, conseguì un encomio. 
Dalla metà di agosto comandava la 1ª Squadriglia Caproni.
In quello stesso mese gli fu conferita una seconda Medaglia d'argento al valor militare. Trovò la morte assieme agli altri tre membri dell'equipaggio il 24 agosto, nel corso di una missione volta al bombardamento della stazione ferroviaria di Tolmino.

## Curiosità
Nel 1931 fu intonato a Ernesto Fogola la nuova sede dell'Aereo Club di Ancona, in onore alle sue azioni svolte in aviazione durante la grande guerra dove perse la vita.